# Orduszahi
Orduszahi (perski: اردوشاهي) – wieś w Iranie, w ostanie Azerbejdżan Zachodni. W 2006 roku miejscowość liczyła 451 mieszkańców w 111 rodzinach.